# 28-й полк при Катр-Бра
«28-й полк при Катр-Бра» (англ. The 28th Regiment at Quatre Bras) — картина британской художницы-баталистки Элизабет Томпсон, написанная в 1875 году. Находится в Национальной галерее Виктории в Мельбурне (Австралия).

## Сюжет и описание
Элизабет Томпсон создала полотно на основе описания битвы из книги капитана Уильяма Сайборна «История войны во Франции и Бельгии в 1815 году», впервые опубликованной в 1844 году. На картине изображен 28-й Североглостерширский пехотный полк Британской армии 16 июня 1815 года в битве при Катр-Бра. Сражение, входящее в кампанию Ста дней Наполеона, которое произошло всего за два дня до битвы при Ватерлоо. 28-й полк отражал атаки французской кавалерии у Катр-Бра. На полотне изображён полк, построенный в каре на ржаном поле и выдерживающий атаки лансьеров и кирасиров во главе с маршалом Неем примерно в 17:00.
Томпсон много работала, чтобы создать модели для этого полотна. В июле 1874 года художница пригласила 300 солдат из Королевских инженеров позировать на реконструкции каре и для стрельбы из винтовок, чтобы воссоздать задымлённую сцену сражения. Несколько солдат также моделировали в студии. В качестве моделей для французской кавалерии Томпсон наблюдала за лошадьми в цирке Сангера и в школе верховой езды Дворцовой кавалерии. Художница также организовала, чтобы группа детей вытоптала ржаное поле близ Хенли-он-Темс, чтобы воссоздать тогдашнюю обстановку.
У Томпсон были копии старинной униформы, изготовленной на государственном предприятии в Пимлико. Однако кивера, которые изображены на пехотинцах, оказались ошибочными. В то время как почти все пехотные полки в Британской армии с 1812 года приняли на вооружение бельгийские (Belgic) кивера с ложным передом, поэтому реплики униформы были правильными для стандартного линейного полка. Однако 28-й полк продолжал носить старые высокие чёрные (stovepipe) кивера во время кампании Ста дней.
На тяжёлой золотой раме картины вверху изображена надпись «Egypt», а внизу — «Quatre-Bras 1815».

## История

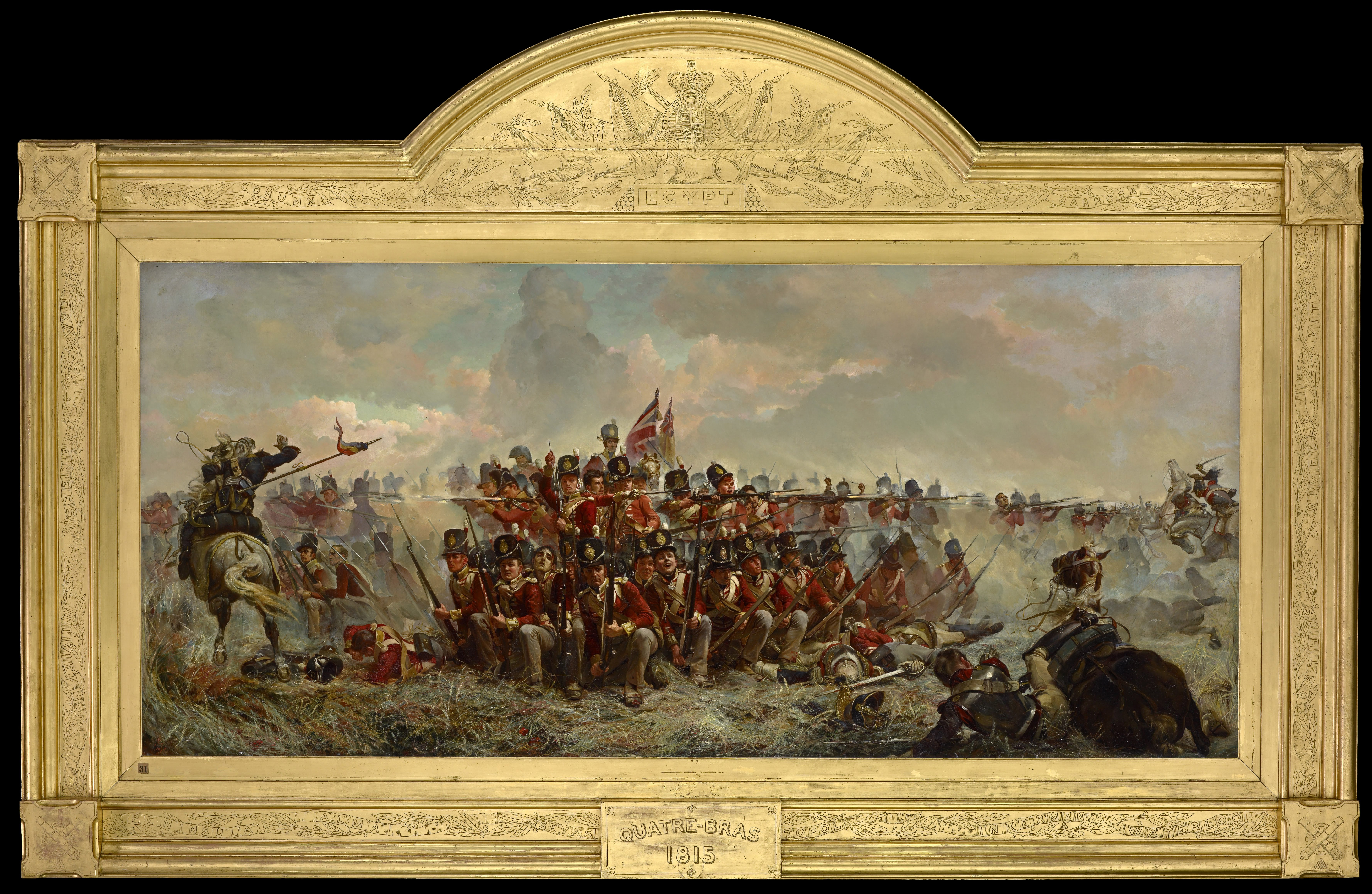
Картина в раме

Полотно было выставлено на Летней выставке Королевской академии в 1875 году, через год после того, как Элизабет Томпсон представила свою знаменитую работу «Перекличка после боя, Крым» (1874). В 1884 году произведение было приобретено Национальной галереей Виктории (Мельбурн, Австралия).